# 锡巴斯琴县 (阿肯色州)
锡巴斯琴县（英語：Sebastian County）是位于美国阿肯色州西部的一个县，面积1,414平方公里，县治為史密斯堡和格林伍德。根据2020年美國人口普查，共有人口12萬7,799人。锡巴斯琴县成立于1851年1月6日，县名源于来自代表阿肯色州的聯邦参议员威廉·K·锡巴斯琴。